# Edizioni di Playlist - Tutto ciò che è musica
In questa pagina sono descritte ed elencate le edizioni del programma Playlist - Tutto ciò che è musica, in onda su Rai 2 dal 19 ottobre 2024 con la conduzione di Federica Gentile e Gabriele Vagnato.

## Prima edizione (2024-2025)
La prima edizione di Playlist - Tutto ciò che è musica, con la conduzione di Federica Gentile e Gabriele Vagnato, è andata in onda su Rai 2 dal 19 ottobre 2024 al 3 maggio 2025, ogni sabato dalle 14:00 alle 15:00, dallo studio 2 degli studi televisivi Fabrizio Frizzi. Il 4 gennaio 2025 è andata in onda una puntata speciale intitolata Playlist Album: Free Love dei Negramaro, interamente dedicata al nuovo album Free Love dei Negramaro. Il 22 febbraio è andata in onda una puntata speciale intitolata Playlist Sanremo, interamente dedicata alla 75ª edizione del Festival di Sanremo. Il 3 maggio, in occasione dell'ultima puntata, il programma è stato anticipato dalle 12:00 alle 13:00, mentre nel consueto slot orario (14:00-15:00) è andata in onda una puntata speciale dedicata al meglio dell'edizione.
| Puntata                                    | Messa in onda    | Ospiti | Ascolti        | Ascolti | Ascolti |
| Puntata                                    | Messa in onda    | Ospiti | Telespettatori | Share   | Fonte   |
| ------------------------------------------ | ---------------- | --- | -------------- | ------- | ------- |
| 1                                          | 19 ottobre 2024  | Sarah Toscano, Gianmaria, Il Tre, Santi Francesi, Marco Carta                                                                | 248 000        | 1,77%   | [ 4 ]   |
| 2                                          | 26 ottobre 2024  | Aiello, Alfa, Astro, Clara, Naska, Pierdavide Carone                                                                         | 269 000        | 2,06%   | [ 5 ]   |
| 3                                          | 2 novembre 2024  | La Rappresentante di Lista, Nina Zilli, Petit, Benji & Fede, Naska, Coma Cose                                                | 311 000        | 2,65%   | [ 6 ]   |
| 4                                          | 9 novembre 2024  | Mida, Benji & Fede, Astro, Coma Cose, Gio Evan                                                                               | 313 000        | 2,49%   | [ 7 ]   |
| 5                                          | 16 novembre 2024 | Sal Da Vinci, Mauro Repetto, Ditonellapiaga, Matteo Romano, Alexia, Fasma, Wayne Santana                                     | 340 000        | 2,71%   | [ 8 ]   |
| 6                                          | 30 novembre 2024 | Negramaro, Sal Da Vinci, Clementino, STE, don Bruno Maggioni, Giordana Angi, Riki                                            | 465 000        | 3,58%   | [ 9 ]   |
| 7                                          | 7 dicembre 2024  | Alexia, Sethu, Claudio Cecchetto, Niveo, Wayne Santana, Irene Grandi                                                         | 310 000        | 2,41%   | [ 10 ]  |
| 8                                          | 14 dicembre 2024 | Tiromancino, Negramaro, Chiara Galiazzo, Coma Cose, Holden, Mida                                                             | 372 000        | 2,87%   | [ 11 ]  |
| 9                                          | 21 dicembre 2024 | Mr. Rain, Clementino, STE, AKA 7even, Alex Wyse, Maria Tomba, Settembre, Vale LP, Lil Jolie                                  | 370 000        | 2,90%   | [ 12 ]  |
| 10                                         | 28 dicembre 2024 | Alfa, Coma Cose, Enula, Nina Zilli, Moreno, Naska, Clara                                                                     | 409 000        | 3,25%   | [ 13 ]  |
| 11 Playlist Album: Free Love dei Negramaro | 4 gennaio 2025   | Negramaro | 517 000        | 3,99%   | [ 14 ]  |
| 12                                         | 11 gennaio 2025  | Sal Da Vinci, Carlo Conti, Shade, Jaro, Erica Mou, Alessandro Siani, Icy Subzero, Tancredi                                   | 448 000        | 3,29%   | [ 15 ]  |
| 13                                         | 18 gennaio 2025  | Negrita, Los Locos, Ghemon, Sarafine, Fabio Fognini, Donatella Rettore                                                       | 376 000        | 2,76%   | [ 16 ]  |
| 14                                         | 25 gennaio 2025  | Ermal Meta, Finley, Chiara Galiazzo, Chiello, Paolo Santo, Leonardo Pieraccioni                                              | 379 000        | 2,84%   | [ 17 ]  |
| 15                                         | 1º febbraio 2025 | Eiffel 65, Zero Assoluto, Mazzariello, Les Votives, Federica Pellegrini, Aaron                                               | 464 000        | 3,34%   | [ 18 ]  |
| 16                                         | 8 febbraio 2025  | Renzo Rubino, Simona Molinari, Four On Six Band, Pisk, Negrita, STE, Bianca Guaccero, Donatella Rettore, Tancredi            | 506 000        | 3,66%   | [ 19 ]  |
| 17                                         | 15 febbraio 2025 | Alex Wyse, Sal Da Vinci, Settembre, Rkomi, Fedez, Rocco Hunt, Paolo Kessisoglu, Iamollie, Alessandro Cattelan, Neri per Caso | 526 000        | 5,01%   | [ 20 ]  |
| 18 Playlist Sanremo                        | 22 febbraio 2025 | Fedez, The Kolors, Vale LP, Lil Jolie, Pilar Fogliati, Edoardo Leo, Edoardo Bennato, Clara                                   | 352 000        | 3,74%   | [ 21 ]  |
| 19                                         | 1º marzo 2025    | Coma Cose, Simone Cristicchi, Davide Shorty, Johnson Righeira                                                                | 504 000        | 3,83%   | [ 22 ]  |
| 20                                         | 15 marzo 2025    | Noemi, Dente, Rocco Hunt | 493 000        | 3,67%   | [ 23 ]  |
| 21                                         | 29 marzo 2025    | Coma Cose, Settembre, Gaia, Lina Simons                                                                                      | 357 000        | 2,74%   | [ 24 ]  |
| 22                                         | 5 aprile 2025    | Francesca Michielin, Gio Evan, Dente, Sarah Toscano                                                                          | 368 000        | 3,10%   | [ 25 ]  |
| 23                                         | 12 aprile 2025   | Leo Gassmann, Serena Brancale, Bnkr44, Simona Molinari, Petit                                                                | 428 000        | 3,50%   | [ 26 ]  |
| 24                                         | 19 aprile 2025   | Bnkr44, Francesca Michielin, Diana Del Bufalo, Lina Simons                                                                   | 423 000        | 3,40%   | [ 27 ]  |
| 25                                         | 3 maggio 2025    | Carl Brave, Sarah Toscano, Marina Rei, Eiffel 65, Negramaro, Andrea Cerrato                                                  | 214 000        | 2,50%   | [ 28 ]  |
| 26 Il meglio                               | 3 maggio 2025    | The Kolors, Coma Cose, Sarah Toscano, Rocco Hunt, Gaia, Willie Peyote                                                        | 335 000        | 2,90%   | [ 28 ]  |